# Ross Turnbull (piłkarz)
Ross Turnbull (ur. 4 stycznia 1985 w Bishop Auckland) – angielski piłkarz, który grał na pozycji bramkarza. Były młodzieżowy reprezentant Anglii. Zwycięzca Ligi Mistrzów z Chelsea w sezonie 2011/12.

## Kariera klubowa
Zawodową karierę piłkarską rozpoczął w 2002 roku w Middlesbrough. Jako zawodnik tego klubu nie mógł liczyć na regularne występy, dlatego był wypożyczany do zespołów grających w niższych ligach. Na tej zasadzie trafiał kolejno do Darlington, Barnsley, Bradford City, ponownie Barnsley, Crewe Alexandra i Cardiff City.
Przed sezonem 2008/2009 z Middlesbrough odszedł do Fulham podstawowy bramkarz, Mark Schwarzer. Menadżer tego klubu, Gareth Southgate postanowił nie kupować żadnego gracza na tę pozycji i zadecydował, że o miano pierwszego golkipera walczyć będą Turnbull z Bradleyem Jonesem. W pierwszym meczu sezonu to Australijczyk zagrał w bramce Middlesbrough, jednakże na rozgrzewce przed kolejnym doznał kontuzji i jego miejsce zajął Turnbull. Do końca rozgrywek obaj bramkarze bronili na przemian, lecz to Anglik rozegrał w Premier League więcej spotkań – 20.
W czerwcu 2009 Turnbull nie zdecydował się na przedłużenie swojego kontraktu i poinformował, że opuści klub z końcem miesiąca. 2 lipca 2009 przeszedł na zasadzie wolnego transferu do Chelsea, podpisując czteroletnią umowę. W nowym klubie zadebiutował 28 października w wygranym 4:0 pojedynku z Boltonem. W sezonie 2009/2010 wystąpił w pięciu spotkaniach, w tym w przegranym 0:1 meczu 1/8 finału Ligi Mistrzów z Interem Mediolan. W kolejnych rozgrywkach również pełnił funkcję rezerwowego, rywalizując o miano drugiego bramkarza z Hilário.
Wraz z Chelsea został mistrzem Anglii (2010), dwukrotnie zdobył puchar kraju (2010, 2012) oraz wygrał rozgrywki Ligi Mistrzów (2012).
31 lipca 2013 roku podpisał roczny kontrakt z Doncaster Rovers. W sezonie 2014/2015 był piłkarzem Barnsley, a latem 2015 trafił do Leeds United.

## Kariera reprezentacyjna
W barwach narodowych po raz pierwszy zagrał 11 lipca 2001 roku w meczu reprezentacji do lat 16 z Włochami. Występował również w kadrach U-17, U-18 i U-19.
W 2003 roku wraz z reprezentacją Anglii do lat 20 wziął udział w młodzieżowych mistrzostwach świata w Zjednoczonych Emiratach Arabskich. Na turnieju Anglicy zostali wyeliminowani w rundzie grupowej, a Turnbull nie wystąpił w żadnym meczu, gdyż podstawowym bramkarzem był Andrew Lonergan.